# بیکیچ دو
بیکیچ دو (به لاتین: Bikić Do) یک منطقهٔ مسکونی در صربستان است که در Šid Municipality واقع شده‌است. بیکیچ دو ۳۳۶ نفر جمعیت دارد.